# Antoine Vitré
Antoine Vitrè (Parigi, 1595 – Parigi, 1674) è stato un tipografo francese, stampatore del re per le lingue orientali (Linguarum Orientalium Regis Typographus).

## Biografia

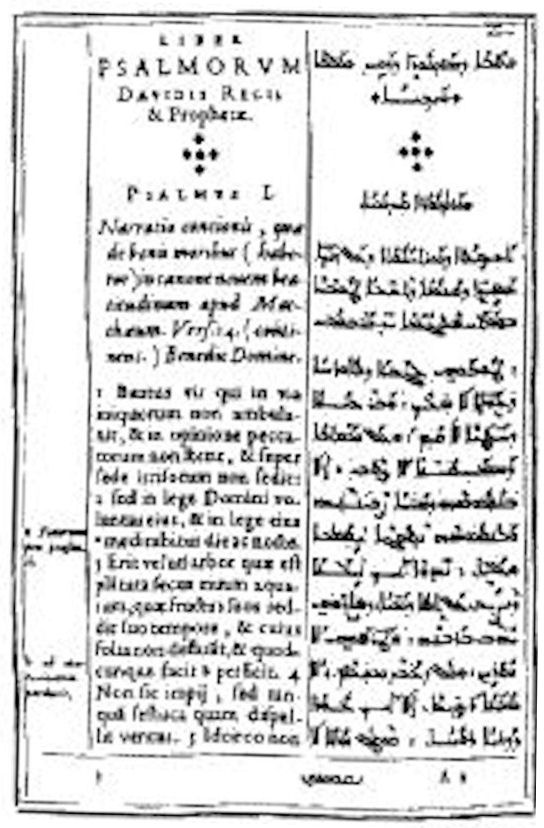
Salterio latino-siriaco di Gabriel Sionita, 1625, stampato da Antoine Vitré con i caratteri di François Savary de Brèves.

Figlio di Pierre Vitré, stampatore a Parigi, Antoine acquista la stamperia di Jacques Duclou, morto verso il 1616, e adotta l'insegna e il motto del suo predecessore, un Ercole che uccide un mostro, con queste parole: Virtus non territa monstris.
Il primo libro uscito dalla sue presse di stampa sembra essere le Broiement des moulins des Rochellois, 1621, in ottavo. L'anno seguente pubblica il Dictionarium latino-arabicum di Jean-Baptiste Du Val, e nel 1625 a Parigi, adopera per primo dei caratteri siriaci pubblicando un Salterio siriaco e latino. Nel 1628 stampa il Corpus juris avilis di Denis Godefroy, 2 volumi in folio.
Il 7 aprile 1630, Vitré fu nominato stampatore del re per le lingue orientali (Linguarum Orientalium Regis Typographus), e stampatore del clero il 5 giugno 1635, Fiduciario della comunità, poi console nel 1664, e direttore dell'ospedale generale.
Colbert gli diede la direzione della stampa reale. I libri usciti dalle presse di questo abile artista sono molto belli, e le sue Bibbie in folio e in dodicesimo sono tra le opere più stampate del XVII secolo.
Richelieu l'aveva incaricato di acquisire a suo nome, ma per conto del re, novantasette manoscritti portati da Costantinopoli da François Savary de Brèves, e dei caratteri da stampa orientali che dovevano essere utilizzati per la pubblicazione di una Bibbia poliglotta; Vitré li ottiene per un prezzo che non gli fu mai stato ripagato, e ha dovuto sopportare a seguito di questa acquisizione, l'onere di prove e molti altri inconvenienti.
L'avvocato Guy Michel Le Jay, utilizzando i caratteri tipografici in arabo dei Brèves, si assume i costi di stampa di questa Bibbia poliglotta di Parigi stampata in arabo, in caldeo, in greco, in ebraico, in latino, in samaritano e in siriaco, e per questo va in rovina. 
La stampa comprende i primi testi stampati in siriaco dell'Antico Testamento a cura di Gabriel Sionita, il Libro di Rut di Abraham Ecchellensis, anche uno Maronita, il Pentateuco Samaritano e una versione di Jean Morin (Joannes Morinus).
La pubblicazione di questo libro, capolavoro tipografico a cui hanno collaborato gli uomini più dotti del tempo, iniziato nel 1628, è stato completato nel 1645, e si compone di 9 tomi, in 10 volumi. (il tomo V è diviso in due parti) in formato atlantico.
La bellezza della carta e l'esecuzione tipografica della Bibbia poliglotta sono notevoli, ma l'inconveniente delle dimensioni e i molti errori successivamente ne diminuirono notevolmente il valore.
La Caille e Chevillier hanno sostenuto che Vitrè ha fatto distruggere i caratteri di stampa che sono stati utilizzati per stampare la Polyglotte, in modo che non potessero essere utilizzati dopo la sua morte, ma Joseph de Guignes ha dimostrato l'ingiustizia di questa accusa, quando lui stesso li riutilizzò nel 1787..
Suo fratello, Barthelemi, morto nel 1683, lascia un figlio, Marin Vitré, che è stato stampatore libraio a Parigi, nel 1662.

## Lavori
- Le Broiement des moulins des Rochellois, 1621
- Dictionarium latino-arabicum, di Jean-Baptiste Du Val, 1622
- Salterio in Syriaco e Latino, 1625
- Corpus juris avilis di Denys Godefroy, 1628
- Bibbia poliglotta, 1645